# Инди-рок
И́нди-рок (англ. indie rock, от англ. independent — независимый) — обобщающий термин для широкого диапазона музыкантов и стилей, объединённых причастностью к контркультуре и имеющих отношение к рок-музыке. Изначально термин «инди» использовался для обозначения независимых музыкальных лейблов, но впоследствии стал употребляться и по отношению к музыке, выпускавшейся на этих лейблах.
В 1980-х термин инди-рок был синонимом альтернативного рока и применялся для разделения исполнителей по географическому признаку: при этом альтернативный рок был предпочтительным для американских исполнителей, а инди-рок — для британских. С попаданием американских гранж- и поп-панк-исполнителей, а затем и британских брит-поп-исполнителей в мейнстрим в 1990-х, термин стал использоваться для представителей андеграунда альтернативного рока. В 2000-х годах в результате изменений в музыкальной индустрии и растущего значения Интернета инди-рок приобрёл коммерческий успех, что привело к вопросам осмысленности термина.
На сегодняшний день под инди-роком подразумевается изящная, мягкая, ретроспективная музыка, без дисторшна и агрессии, как, например, у американской группы The Shins. А также практически не-роковые исполнители меланхоличных баллад, как, например британские Coldplay и Snow Patrol.

## История

### Истоки: 1980-е

#### Колледж-рок и нойз-рок
С первой половины 1980-х термин «инди» стал употребляться по отношению к музыке, выпускавшейся на независимых (англ. independent) постпанковых лейблах Прообразом инди-движения в США стала так называемая колледж-сцена, представители которой пользовались популярностью на студенческих радиостанциях. Ключевыми группами направления стали R.E.M. из США и The Smiths из Великобритании. Являясь исполнителями гитарного стиля джэнгл-поп, эти группы составили альтернативу популярному в начале 1980-х синтипопу; кроме них, важными представителями колледж-рока и джэнгл-попа являются 10,000 Maniacs и the dB's из США, The Housemartins и The La's из Великобритании. Тогда как джэнгл-поп доминировал на британской колледж-сцене, в США термины «инди» и «колледж-рок» зачастую ассоциировались с более резкой, грубой и агрессивной панк-ориентированной музыкой, которую исполняли такие представители американской независимой сцены, как, например, Pixies, Hüsker Dü, Minutemen, Meat Puppets, Dinosaur Jr. и The Replacements. Нойз-рок представляет собой ещё более хаотичное и нестройное ответвление панк-рока, в котором подчёркивается громкий, искажённый звук электрогитар и мощные барабаны; видными представителями этого подстиля инди-музыки являются Sonic Youth, Swans, Big Black и Butthole Surfers.

#### Инди-поп
Рождение британского инди-поп-движения было ознаменовано выходом сборника C86 с участием Primal Scream, The Pastels, The Wedding Present и других, оказавшего огромное влияние на последующие поколения альтернативных рок-музыкантов и давшего название целой музыкальной сцене. Предшественниками С86 стали Josef K, Orange Juice и другие группы с лейбла Postcard Records; в числе других значимых инди-поп лейблов были Creation Records, The Subway Organization и Glass Records. Шотландская нойз-поп-группа The Jesus and Mary Chain сочетала в своём звучании шумовые элементы, заимствованные у Velvet Underground с поп-мелодиями в стиле Beach Boys и «стенами звука» в духе Фила Спектора, в то время как инди-дэнс-группа New Order экспериментировала с техно и хаус-музыкой. Наработки The Jesus and Mary Chain и Dinosaur Jr., наравне с британским и американским инди-попом и дрим-попом (Cocteau Twins) оказали решающее влияние на гитарный стиль шугейзинг, зародившийся в середине 1980-х и названный так из-за склонности участников группы смотреть себе под ноги на педаль эффектов вместо взаимодействия с аудиторией. Шугейзинг-группы, такие, как My Bloody Valentine, Slowdive и Ride, создавали посредством активного использования гитарных эффектов громкое «плывущее» звучание, погребая мелодию под стенами дисторшна и фидбэка и гудящими, гипнотичными риффами Другое влиятельное движение конца 1980-х — Мэдчестер, сформировавшееся вокруг субкультуры ночного клуба Haçienda, владельцами которого являлись New Order и Factory Records. Мэдчестер-группы Happy Mondays и The Stone Roses смешивали танцевальные ритмы эйсид-хауса, северного соула и фанка с мелодичным звучанием гитар.

### Развитие: 1990-е

#### Альтернатива входит в мейнстрим
В 1990-х альтернативная рок-сцена преобразилась. Исполнители гранжа, как, например, Nirvana, Pearl Jam, Soundgarden и Alice in Chains ворвались в мейнстрим и достигли коммерческого успеха. Панк-движение возродилось в лице поп-панк-исполнителей, как, например, Green Day и The Offspring, получивших широкую популярность и также причислявшихся журналистами к «альтернативе». В это же самое время набирал популярность брит-поп, унаследовавший многое от инди-рока 80-х и представленный такими исполнителями, как Oasis и Blur. В результате этих изменений термин «альтернативный рок», изначально использовавшийся как синоним для понятия «инди», потерял своё первоначальное контркультурное значение и стал применяться к новой лёгкой форме коммерческой музыки, и определение «инди-рок» стало наиболее употребительным обозначением независимой музыки. Райан Мур утверждает, что в результате присвоения альтернативного рока корпорациями музыкальной индустрии, инди-рок стал чаще обращаться к формам ретро-музыки, таким, как, например, гаражный рок, рокабилли, блюз, кантри и свинг.

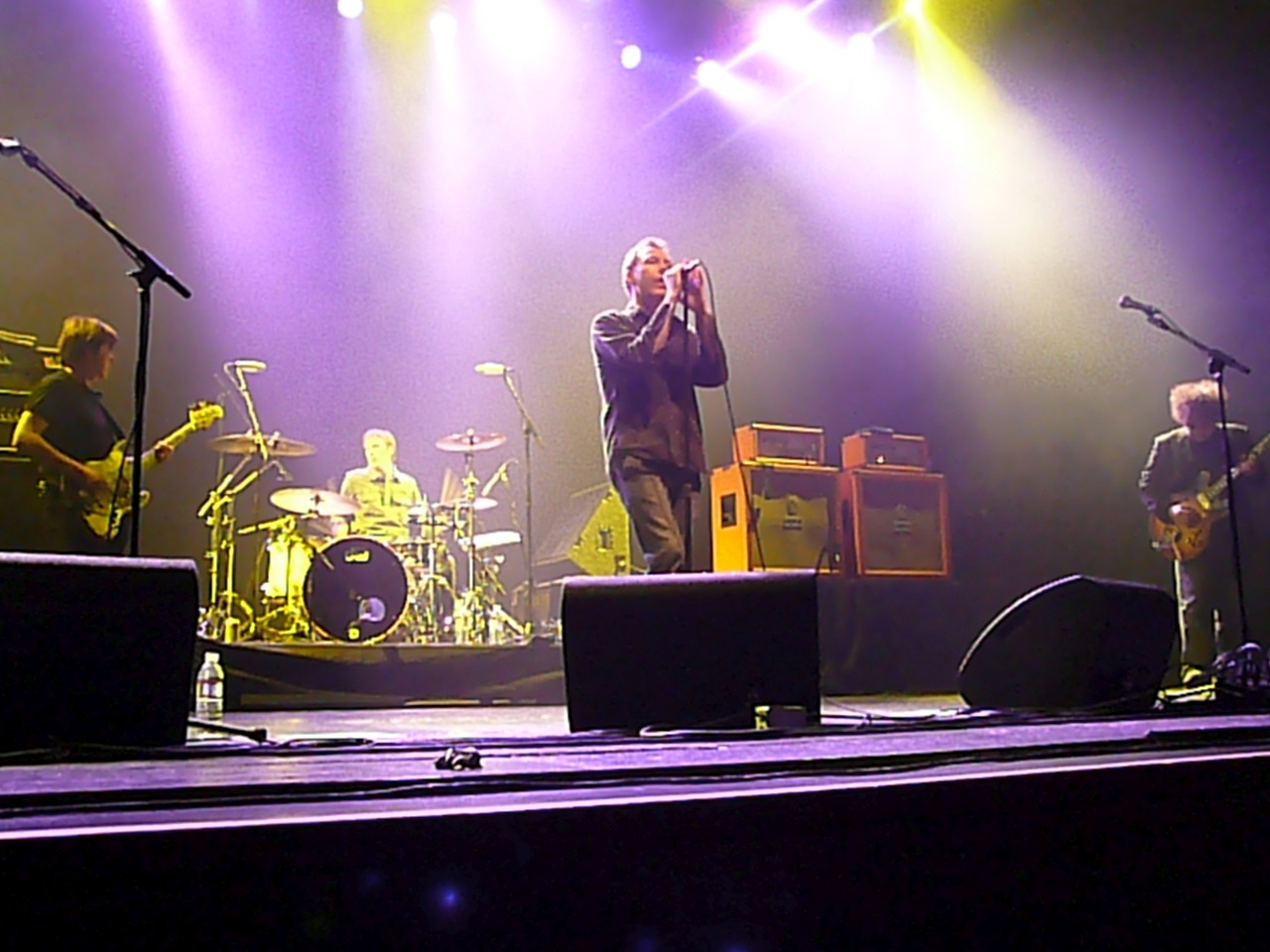
The Jesus and Mary Chain во время исполнения в Калифорнии, в 2007 году.

#### Разнообразие направлений

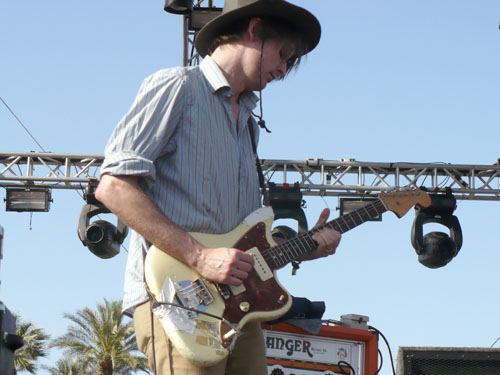
Гитарист/вокалист группы Pavement Стивен Малкмус.

К концу 1990-х в рамках инди-рока выделился ряд новых сцен и поджанров. После инди-попа это были лоу-фай, эмо, сэдкор, построк, спейс-рок и мат-рок. Лоу-фай-сцена сторонилась отточенных методов звукозаписи в угоду D.I.Y.-идеологии, её представителями стали Бек, Sebadoh и Pavement, к которым присоединились эклектичные фолк- и рок-группы из The Elephant 6 Recording Company, такие как, например, Neutral Milk Hotel, Elf Power и of Montreal. Эксперименты Talk Talk и Slint стали источником вдохновения для развития построка (экспериментальный поджанр с влиянием джаза и электроники, пионерами которого стали музыканты из Bark Psychosis и их последователи — Tortoise, Stereolab и Laika), а также гитарного мат-рока, исполнявшегося такими группами, как Polvo и Chavez. Спейс-рок возрождается группами Spacemen 3, Spiritualized, и более поздними Flying Saucer Attack, Godspeed You! Black Emperor и Quickspace. Для сэдкора характерно печальное, депрессивное настроение, подчеркивающееся мелодичными акустическими и электронными аранжировками, как, например, у American Music Club и Red House Painters,, в то время как исполнители чеймбер-попа 1990-х (Arcade Fire, Belle & Sebastian и Rufus Wainwright) противопоставили себя лоу-фай- и экспериментальной музыке, поставив акцент на мелодию и классические инструменты. Движение эмо, которое появилось в 1980-х на хардкор-сцене благодаря работам Fugazi и Rites of Spring, приобрело популярность в 1990-х годах. Группы Elliott, Sunny Day Real Estate, The Promise Ring, The Get Up Kids и другие привнесли в него более мелодичное звучание. Альбом Pinkerton (1996) группы Weezer открыл жанр для более широкой аудитории.

### Успех: 2000-е

#### Начало десятилетия

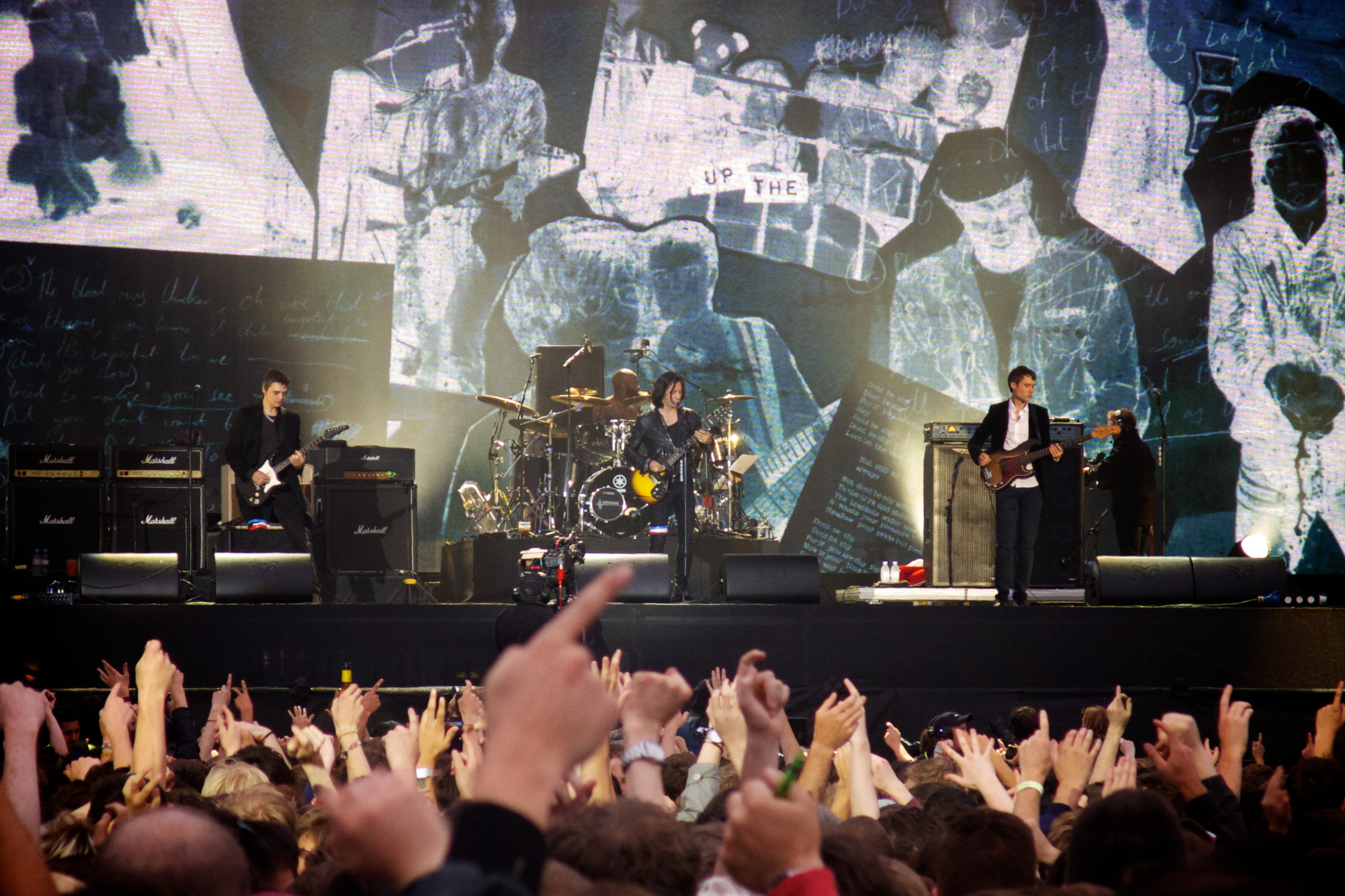
The Libertines в 2014 году

В 2000-х, снижение продаж музыки на физических носителях и увеличение роли Интернета в продвижении музыки привело к тому, что целая волна новых инди-исполнителей добилась успеха. Теперь в мейнстрим входили музыкально и эмоционально более сложные группы, как, например, Modest Mouse (чей альбом Good News for People Who Love Bad News 2004 года достиг вершины в «US top 40» и был номинирован на премию Грэмми), Bright Eyes (у которых два сингла возглавляли Billboard Hot 100 в 2004 году) и Death Cab for Cutie (чей альбом Plans 2005 года дебютировал под номером 4 в США и оставался в чартах Billboard около года, достигнув платинового статуса и номинации на Грэмми). Данное коммерческое достижение и широкое использование термина «инди» в других формах популярной культуры, привело к тому, что инди-рок потерял своё прежнее значение.

##### Возрождение гаражного рока / постпанка

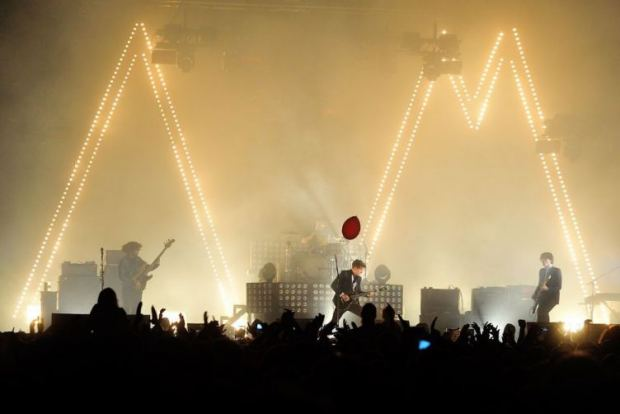
Arctic Monkeys на фестивале INmusic, 25 июня 2013 года

Успех групп The Strokes, The White Stripes, The Hives и The Vines в начале 2000-х способствовал увеличению количества групп, подражающих эстетике постпанка, либо гаражного рока.

##### Эмо
Эмо также ворвался в мейнстрим в начале 2000-х с платиновыми альбомами Bleed American (2001) группы Jimmy Eat World и The Places You Have Come to Fear the Most (2003) группы Dashboard Confessional. Новый эмо был гораздо более «коммерческим», чем эмо 1990-х. В то же время, термин «эмо» выходит за рамки музыкального жанра и ассоциируется с новой модой, причёской и любой музыкой, выражающей эмоции. Термин «эмо» применялся журналистами в отношении различных исполнителей, даже если они его отвергали, в том числе мультиплатиновые Fall Out Boy, My Chemical Romance, Paramore и Panic at the Disco.

#### Лэндфил-инди. Конец десятилетия
Большое распространение инди-групп к концу десятилетия стали называть уничижительным термином «лэндфил-инди» (англ. Landfill indie — свалка инди). Его ввёл Эндрю Харрисон в журнале Word. Тем не менее, по-прежнему есть группы добившиеся коммерческого успеха, в их числе Kasabian (чей альбом West Ryder Pauper Lunatic Asylum 2009 года достиг первой позиции в Великобритании) и канадская группа Arcade Fire (чей альбом The Suburbs 2010 года возглавил многие национальные чарты и выиграл Грэмми в номинации «альбом года»).

## Региональные сцены
- Россия: К наиболее видным представителям российской инди-рок сцены относятся: Biting Elbows, Нуки, Tesla Boy[48], Pompeya, Ssshhhiiittt!,  Givensshy, Poko Cox, Asian Women On The Telephone[48], DZA[48], Муджус[48], Xuman[48], On-The-Go[48], Motorama[48], Pixelord[48], Manicure[48], Cherry Heavens[49], Ol[48], Lapti[48], Cruel Tie (бывшие All Tomorrow’s Parties)[50], Padla Bear Outfit[51], Sonic Death[52], Спасибо[53] , OneGin Please, Vuri Roots, Cherry Animals, Who’s Absent Today, Parks, Squares and Alleys, Neon Rocket!
- Новая Зеландия: новозеландский рок или киви-рок (англ. kiwi rock) — это мелодичный рок с причудливой лирикой и джэнгл-звучанием гитар, ключевыми представителями которого являются The Bats, The Chills, The Clean, Fazerdaze.[54]